# 菊池恩恵
菊池 恩恵（きくち めぐみ、1953年11月 - ）は、日本の実業家・小説家。元株式会社コムネット代表取締役社長。

## 経歴
1953年11月、岩手県江刺市（現・奥州市）に生まれる。岩手県立水沢高等学校、岩手大学卒業。小説家を目指して上京し、執筆の傍ら、記者・外国銀行に勤務。1988年、短編小説集「航跡」（青磁社）を出版。その後、長編小説「塵の光彩」「熱雷の彼方に」、短編小説「注油厳禁」「最後の交信」などを雑誌に執筆。
1991年、株式会社コムネットに入社。1992年、同社代表取締役に就任。2005年、東京・新宿区優良企業表彰優秀賞受賞。
2003年、「世界」（岩波書店）12月号に「布川事件再審の扉は開くか」を執筆。2008年4月、松本猛（安曇野ちひろ美術館館長）と共著で長編歴史ミステリー小説『失われた弥勒の手　安曇野伝説』（講談社）を出版（筆名は菊池恩恵：おんけい）。

## 歴任
- 1998年 - 2010年 日本歯科人間ドック学会理事
- 2007年 -  NPO北東アジア交流協会理事

## 著書
小説
- 短編小説集『航跡』（1988年　青磁社）
- 長編歴史小説『失われた弥勒の手 安曇野伝説』（2008年　講談社、共著、松本猛、ISBN 978-4062146456）